# Sphaeromyxa zaharoni
Sphaeromyxa zaharoni is een microscopische parasiet uit de familie Sphaeromyxidae. Sphaeromyxa zaharoni werd in 2004 beschreven door Diamant, Whipps & Kent. 